# 別所宏恭
別所 宏恭（べっしょ ひろゆき、1965年6月12日 - ）は、日本の元経営者、情報システム科学者・技術者。レッドフォックス株式会社・前代表取締役社長。。世界初、SWA（Smart Work Acceralator）の提唱者。

## 来歴
横浜国立大学工学部第二部機械工学科在学中にゼンリンの住宅地図専用CADのシステム開発に孫請けで参画して独学でプログラミングを学び幾何学計算モジュールなどを提供。
1989年に個人事業から横浜でレッドフォックス有限会社を設立。
1992年に下流CASEツール「構造化チャートエディターBOS」を開発し発表。
1999年、エンジニアの素質発掘と効率的な育成方法を確立し、エンジニアの地位向上と質の高いシステムの提供を目的として同社を株式会社へ組織変更
2012年、外の働き方を変革する業務アプリ「GPS Punch!」サービスをローンチ、
2016年、「GPS Punch!」をcyzen（サイゼン）に名称変更。現在cyzenの導入実績は医療、コンビニ、戸建、不動産、警備保障、機器メンテ、営業支援等で国内外の有償利用企業実績が1,300社を超える。
2022年3月30日、創業から33年続いたレッドフォックス代表取締役社長を退任。
2022年6月24日、幸楽苑ホールディングスの社外取締役に就任。
2023年3月23日、幸楽苑ホールディングスの社外取締役を任期に伴い、退任。
現在～、きれいな空気株式会社代表取締役社長